# قرخلر (خسرو أباد)
قرخلر (بالفارسية: قرخلر) هي قرية تقع في إيران في قسم خسرو أباد الريفي. يقدر عدد سكانها بـ 132 نسمة بحسب إحصاء 2016.